# Cochlospermaceae
Cochlospermaceae es una familia con dos géneros que tienen alrededor de 20-25 especies de árboles y arbustos. Se encuentran en regiones tropicales, pero curiosamente están ausentes de Malasia. Actualmente esta familia se considera incluida dentro de las bixáceas.

## Géneros
- Amoreuxia
- Cochlospermum